# Fremdsprachen-Universität Tokyo

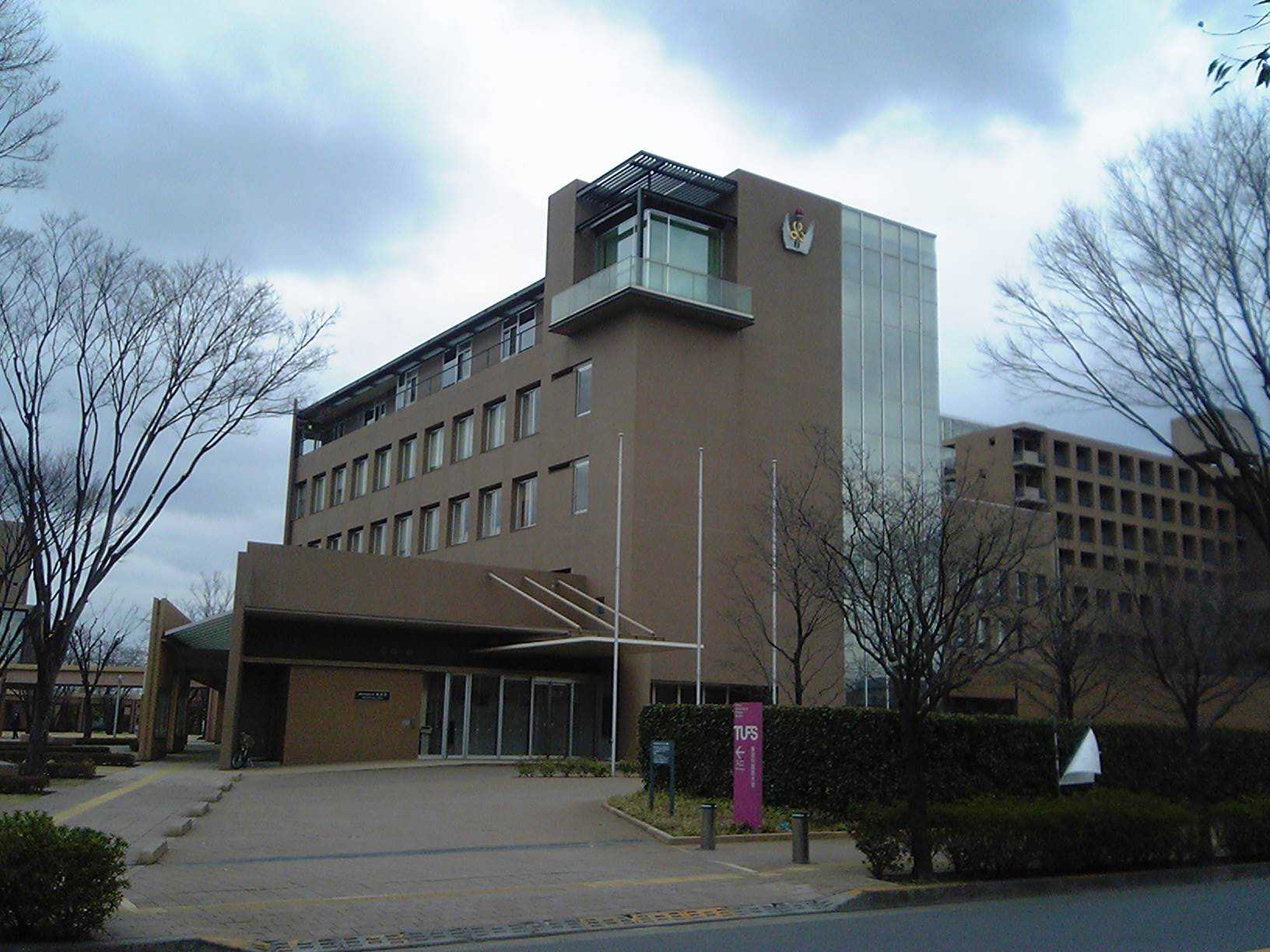
Die Fremdsprachenuniversität Tokio

Die Fremdsprachen-Universität Tokyo (jap. 東京外国語大学, Tōkyō gaikokugo daigaku, engl. Tokyo University of Foreign Studies, kurz: TUFS) ist eine staatliche Universität in Japan. Der Campus liegt in Fuchū in der Präfektur Tokio.

## Geschichte
Die Universität hat die gemeinsamen Ursprünge mit der Universität Tokio und der Hitotsubashi-Universität. Die Schule begann 1856/1857 als Bansho-Shirabesho (蕃書調所, dt. „Institut zur Untersuchung ausländischer Dokumente“), das später 1873 in zwei Schulen geteilt wurde: (1) Kaisei-Schule (開成学校, Kaisei gakkō, zusammengelegt 1877 zur Universität Tokio), und (2) Fremdsprachenschule Tokio 東京外国語学校, Tōkyō gaikokugo gakkō) mit fünf Sprachabteilungen (Englisch, Deutsch, Französisch, Russisch und Chinesisch). Die Fremdsprachenschule wurde aber 1885 zur Handelsschule Tokio (東京商業学校, Tōkyō shōgyō gakkō, heute: Hitotsubashi-Universität) zusammengelegt. Ihr damaliger Campus befand sich bis zum Kantō-Erdbeben in Kanda-Hitotsubashi (35° 41′ 32,1″ N, 139° 45′ 29,7″ O), wo die Handelsschule sich entwickelte (daher der Name Hitotsubashi-Universität).
1897 wurde die Fremdsprachenschule bei der Handelsschule Tokio wiederaufgebaut, und 1899 wurde sie eine unabhängige Schule (neuere Fremdsprachenschule Tokio) mit neuem Campus. Sie veränderte einige Mal ihren Standort, und 1940 zog in den Nishigahara-Campus (35° 44′ 32,8″ N, 139° 44′ 8,3″ O) um. 1944 wurde sie in Auslandswissenschaftliche Fachschule Tokio (東京外事専門学校, Tōkyō gaiji semmon gakkō) umbenannt, und 1949 entwickelte sich zur Fremdsprachenuniversität Tokio. 2000 wurde der heutige Campus in Fuchū neu eröffnet.

## Fakultäten
- Fakultät für Fremdsprachen
  - Studienrichtung Europa und Amerika I
Sprachabteilungen: Englisch und Deutsch
  - Studienrichtung Europa und Amerika II
Sprachabteilungen: Französisch, Italienisch, Spanisch, und Portugiesisch
  - Studienrichtung Russland und Osteuropa
Sprachabteilungen: Russisch, Polnisch, und Tschechisch
  - Studienrichtung Ostasien
Sprachabteilungen: Chinesisch, Koreanisch, und Mongolisch
  - Studienrichtung Südostasien
Sprachabteilungen: Indonesisch, Malaysisch, Filipino (Tagalog), Thai, Laotische Sprache, Vietnamesisch, Khmer, und Burmesisch
  - Studienrichtung Süd- und Westasien
Sprachabteilungen: Urdu, Hindi, Arabisch, Persisch, und Türkisch
  - Studienrichtung Japan